# Радуша (Скопље)
Радуша (мкд. Радуша) је насеље у Северној Македонији, у северном делу државе. Радуша припада градској општини Сарај града Скопља. 

## Географија
Радуша је смештена у северном делу Северне Македоније. Од најближег већег града, Скопља, насеље је удаљено 25 km западно.
Насеље Радуша је у историјској области Дервент, тј. области око Дервентске клисуре, коју правио реке Вардар између Полога и Скопског поља. Кроз насеље протиче Вардар. Северно од села издиже се планина Ветерник, док се јужно издиже Жеден. Надморска висина насеља је приближно 330 метара.
Месна клима је континентална.

## Историја
Током оружаног сукоба у Македонији 2001. године, у августу месецу, у селу Радуши су вођене неке од најжешћих борби између македонских снага безбедности и албанских сепаратиста.

## Становништво
Радуша је према последњем попису из 2002. године имала 1.892 становника.
Претежно становништво у насељу су Албанци (99%).
Већинска вероисповест је ислам.